# Municipio de Bodcaw
El municipio de Bodcaw (en inglés: Bodcaw Township) es un municipio ubicado en el condado de Hempstead en el estado estadounidense de Arkansas. En el año 2010 tenía una población de 511 habitantes y una densidad poblacional de 3,77 personas por km².

## Geografía
El municipio de Bodcaw se encuentra ubicado en las coordenadas 33°32′9″N 93°32′49″O / 33.53583, -93.54694. Según la Oficina del Censo de los Estados Unidos, el municipio tiene una superficie total de 135.67 km², de la cual 135,6 km² corresponden a tierra firme y (0,06 %) 0,08 km² es agua.

## Demografía
Según el censo de 2010, había 511 personas residiendo en el municipio de Bodcaw. La densidad de población era de 3,77 hab./km². De los 511 habitantes, el municipio de Bodcaw estaba compuesto por el 89,04 % blancos, el 4,11 % eran afroamericanos, el 0,39 % eran amerindios, el 1,37 % eran asiáticos, el 4,31 % eran de otras razas y el 0,78 % eran de una mezcla de razas. Del total de la población el 7,24 % eran hispanos o latinos de cualquier raza.